# Écône
Écône est un bourg de la commune de Riddes, dans le canton du Valais, en Suisse. Il est connu pour abriter le premier et le principal séminaire de la Fraternité sacerdotale Saint-Pie-X.

## Histoire

### Écône avant la FSSPX
Les chanoines du Grand-Saint Bernard achètent une ferme et ses dépendances en 1302,.
Entre 1892 et 1922, on y trouve l'école cantonale d'agriculture, gérée par les chanoines.
En 1968, un groupe de particuliers, dont le conseiller d'État valaisan Guy Genoud et dont certains membres étaient aussi chevaliers de Notre-Dame, achète aux chanoines du Grand Saint-Bernard leurs domaine et chapelle (Notre-Dame des champs) de Riddes,. À cette époque, qui correspondait à un autre style de vie, on trouvait encore des étables et un poulailler.

### Premier séminaire
Après plusieurs démarches infructueuses auprès de congrégations religieuses féminines, l'association d'amis revend en 1970 le domaine à Marcel Lefebvre qui y fonde le premier séminaire (international) d'Écône de la Fraternité sacerdotale Saint-Pie-X,. S'ensuivra une période de travaux et de modernisation des lieux pendant laquelle de nouveaux bâtiments seront érigés (dénommés Saint-Thomas d’Aquin, Saint-Curé d’Ars et Saint-Pie X).
Le séminaire d'Écône est l'une des six maisons de formation de la Fraternité, mais le nom sert parfois à désigner l'ensemble de ce mouvement. En fait, en Suisse romande, lorsqu'on parle d'« Écône », c'est généralement pour évoquer la Fraternité dans son ensemble plutôt que le séminaire ou le bourg. Les candidats au sacerdoce y reçoivent une formation spirituelle, liturgique, philosophique et théologique pendant six années consécutives.

### L'église
L'église néoromane du séminaire est bénie par Bernard Fellay en 1998, et consacrée au Cœur Immaculé de Marie en 2012 par le même évêque. La liturgie y est célébrée en latin selon la forme tridentine du rite romain dite de Saint Pie V.
À son décès en 1991, Marcel Lefebvre, fondateur de la Fraternité, est inhumé à Écône. Le 24 septembre 2020, son cercueil est solennellement transféré dans la crypte de la chapelle du séminaire.

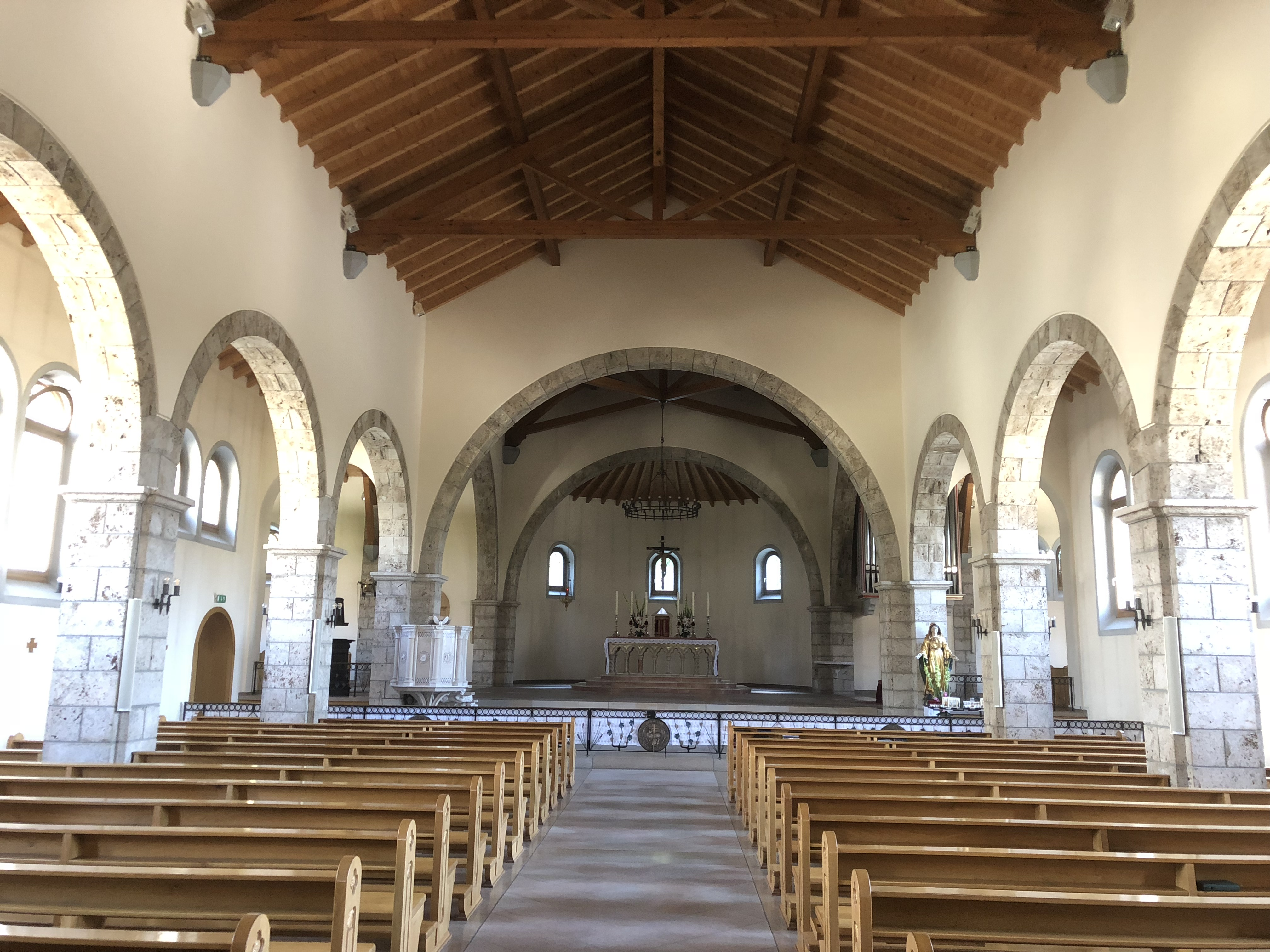
Vue générale.
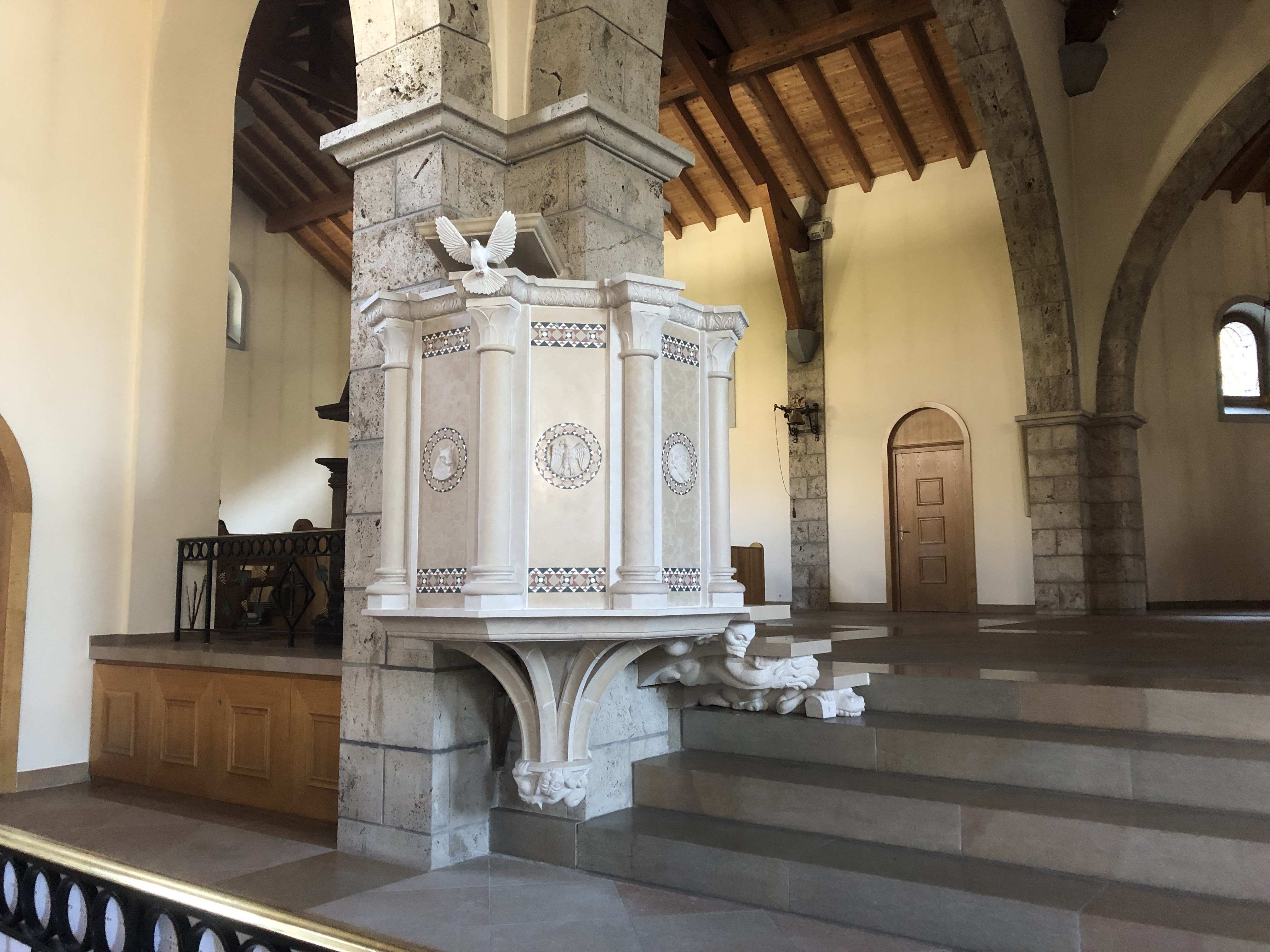
La chaire.